# Economia di mercato orientata al socialismo

Il governo del Vietnam è sotto la guida assoluta del Partito Comunista, che ha istituito il paese come stato socialista.

L'economia di mercato orientata al socialismo (in vietnamita Kinh tế thị trường định hướng xã hội chủ nghĩa) è il nome ufficiale del sistema economico adottato in Vietnam. Viene descritta come un'economia di mercato in cui il settore statale svolge il ruolo decisivo nell'orientare lo sviluppo economico, con l'obiettivo finale a lungo termine di sviluppare il socialismo.
Il sistema è il risultato delle riforme economiche del Đổi Mới (“rinnovamento”) che hanno segnato il passaggio da un’economia pianificata a un’economia mista di mercato, pur mantenendo un ruolo predominante per il settore statale. Queste riforme sono state attuate per favorire l’integrazione del Vietnam nell’economia globale. L’espressione "orientata al socialismo" evidenzia che il Paese non ha ancora raggiunto il socialismo, ma sta costruendo le fondamenta per una futura società socialista. Il modello adottato è molto simile all’economia socialista di mercato della Cina.

## Riforme
Le riforme economiche del Đổi Mới furono avviate dal Partito Comunista del Vietnam nel 1986, in occasione del VI Congresso Nazionale. Esse introdussero un ruolo più rilevante per le forze di mercato nel coordinamento dell’attività economica tra imprese e istituzioni statali, aprendo alla proprietà privata delle piccole imprese e all’istituzione di una borsa valori accessibile sia alle aziende statali che a quelle private.
Le riforme economiche avevano l’obiettivo di ristrutturare l’economia vietnamita, superando il modello di economia pianificata di tipo sovietico e orientandola verso un’economia mista di mercato, concepita come fase transitoria nello sviluppo di un’economia socialista. Questo sistema mira a potenziare le forze produttive, costruendo una solida base tecnico-materiale per la futura edificazione del socialismo e facilitando al contempo una più efficace integrazione del Vietnam nell’economia mondiale.
Nei primi anni Novanta, il Vietnam adottò alcune raccomandazioni della Banca Mondiale per la liberalizzazione del mercato, ma rifiutò i programmi di riforma strutturale e gli aiuti condizionati che avrebbero portato alla privatizzazione delle imprese statali.

## Descrizione
L’economia di mercato orientata al socialismo è un’economia multisettoriale basata sulle risorse primarie, regolata dal mercato e caratterizzata dalla coesistenza di diverse forme di proprietà: privata, collettiva e statale. Nonostante questa pluralità, il settore statale e le imprese collettive rappresentano l’ossatura dell’economia. Il modello è analogo a quello dell’economia socialista di mercato cinese, in cui convivono imprese cooperative, collettive, comunali, private e statali, ma con un ruolo centrale attribuito allo Stato nella guida dello sviluppo economico.

### Confronto con il modello cinese
A differenza del modello cinese, il sistema vietnamita è definito più esplicitamente come un’economia in transizione verso il socialismo, e non come una forma già compiuta di socialismo. Il processo di costruzione del socialismo è concepito come un percorso di lungo termine. In linea con l’interpretazione marxista, si ritiene che il socialismo potrà emergere solo quando le forze produttive del Paese avranno raggiunto un livello di sviluppo tale da renderlo tecnicamente realizzabile. In questo senso, la posizione vietnamita risulta comunque affine a quella cinese riguardo alla “fase primaria del socialismo”.
L’economia di mercato orientata al socialismo condivide numerose caratteristiche con quella cinese, sia nelle istituzioni che nelle politiche. Entrambe combinano un’economia fondamentalmente orientata al mercato con la predominanza di imprese statali, la coesistenza di un settore privato dinamico, un sistema politico di fatto monopartitico e l’adozione di piani quinquennali. Questa convergenza ha portato molti economisti dello sviluppo a ritenere che i due paesi adottino, in sostanza, lo stesso modello economico di base.
Tra le principali differenze tra i due modelli economici spicca, nel caso del Vietnam, un grado più elevato di decentramento e autonomia dei governi locali, superiore a quello di molti altri paesi in via di sviluppo dell’Asia orientale. Ciò si accompagna a una maggiore redistribuzione del reddito tra le province, contribuendo a un coefficiente di Gini più basso. Alcuni studiosi collegano questo approccio al modello est-asiatico di capitalismo di Stato, mentre altri lo inseriscono nell’ambito del socialismo di mercato. Come altri paesi della regione, il Vietnam si caratterizza per la presenza di istituzioni reciprocamente rafforzanti e di un’autorità pubblica dotata di forti capacità di pianificazione e attuazione di strategie economiche di lungo periodo.

## Basi teoriche
Il Partito Comunista del Vietnam sostiene che l’economia di mercato orientata al socialismo sia coerente con la visione marxista classica dello sviluppo economico e con i principi del materialismo storico, secondo cui il socialismo può affermarsi solo quando le condizioni materiali sono sufficientemente mature da permettere l’instaurarsi di relazioni socialiste. Questo modello è concepito come una tappa fondamentale per promuovere la crescita economica e la modernizzazione, consentendo al contempo al Vietnam di integrarsi nell’economia di mercato globale e di trarre vantaggio dal commercio internazionale. Con le riforme del Đổi Mới, il Partito ha ribadito il proprio impegno verso la costruzione di un’economia socialista.
Questo modello economico è sostenuto da una prospettiva marxista-leninista, secondo cui un’economia socialista pianificata può affermarsi solo dopo aver costruito le basi materiali del socialismo attraverso l’instaurazione di un’economia di mercato e di uno scambio di merci. Il socialismo, in questa visione, emergerà solo una volta che tale fase transitoria avrà esaurito la propria funzione storica, evolvendosi gradualmente in un sistema pienamente socialista. I sostenitori di questo approccio criticano il modello economico dell’Unione Sovietica e dei suoi stati satelliti, accusandolo di aver tentato di passare direttamente da un’economia naturale a una pianificata per decreto, senza attraversare la necessaria fase di sviluppo di un’economia di mercato.
Al contrario, i socialisti di mercato non solo ritengono che i mercati siano parte integrante del socialismo, ma ne rappresentano una componente centrale e il meccanismo più efficace per organizzare un’economia socialista. 